# Australien i olympiska vinterspelen 1964
Australien deltog med 5 deltagare vid de olympiska vinterspelen 1964 i Innsbruck. Ingen av landets deltagare erövrade någon medalj.